# Ágas község
Ágas község (románul: Comuna Agăș) község Bákó megyében, Romániában. Központja Ágas, beosztott falvai Beleghet, Cotumba, Diaconești, Goioasa, Kostelek, Preluci, Sulța.

## Népessége
A 2011-es népszámlálás adatai alapján a község népessége 5884 fő volt.